# جسدي قواعدي
فيلم جسدي قواعدي (My Body My Rules) في عام 2015، هو فيلم رسوم متحركة لمدة ثلاث دقائق يهدف إلي زيادة الوعي لدي أطفال المرحلة الأبتدائية في المملكة المتحدة بمشكلة تشويه الأعضاء التناسلية الأنثوية. تم استخدام الفيلم كمساعدات بصرية للمساعدة في تسهيل جلسات حول مشكلة تشويه الأعضاء التناسلية الأنثوية في المدارس الابتدائية في المملكة المتحدة واستخدامه من قبل المتخصصين والمنظمات غير الحكومية التي تعمل مع الأطفال الصغار المعرضين لخطر تشويه الأعضاء التناسلية الأنثوية. تم استخدامه من قبل مؤسسة خاصة بصحة المرأة ، والبحث والتطوير (FORWARD) والرسوم المتحركة ، وقام دانيال جريفز، الحائز على جائزة الأوسكارفي الرسوم المتحركة بإعداد هذا الفيلم.
تم اقتباس هذا الفيلم من من موضوع تشويه الأعضاء التناسلية الأنثوية في المملكة المتحدة تحت عنوان الحاجة إلي الخياطة. أطلق برنامج Needlecraft على شبكة الإنترنت في يونيو 2015 بتمويل من Comic Relief و Sigrid Rausing Trust، وهو مخصص للجمهور العام والجمهور المحترف. فاز الفيلم بميدالية ذهبية في مهرجان نيويورك في عام 2016. وأنتج فيلم قصير ثالث بعنوان قصة غاتي وروبي لأفريقيا.